# Desemparats (Picasso 1903)
Desemparats és un pastel i carbonet sobre paper realitzat per Pablo Picasso el 1903 a Barcelona i que actualment forma part de la col·lecció permanent del Museu Picasso de Barcelona. Es mostra a la Sala 8 de la col·lecció permanent del museu. Està signat Picasso i datat 1903 a l'angle superior dret. Forma part de l'adquisició de la col·lecció privada de Lluís Plandiura el 1932.

## Descripció

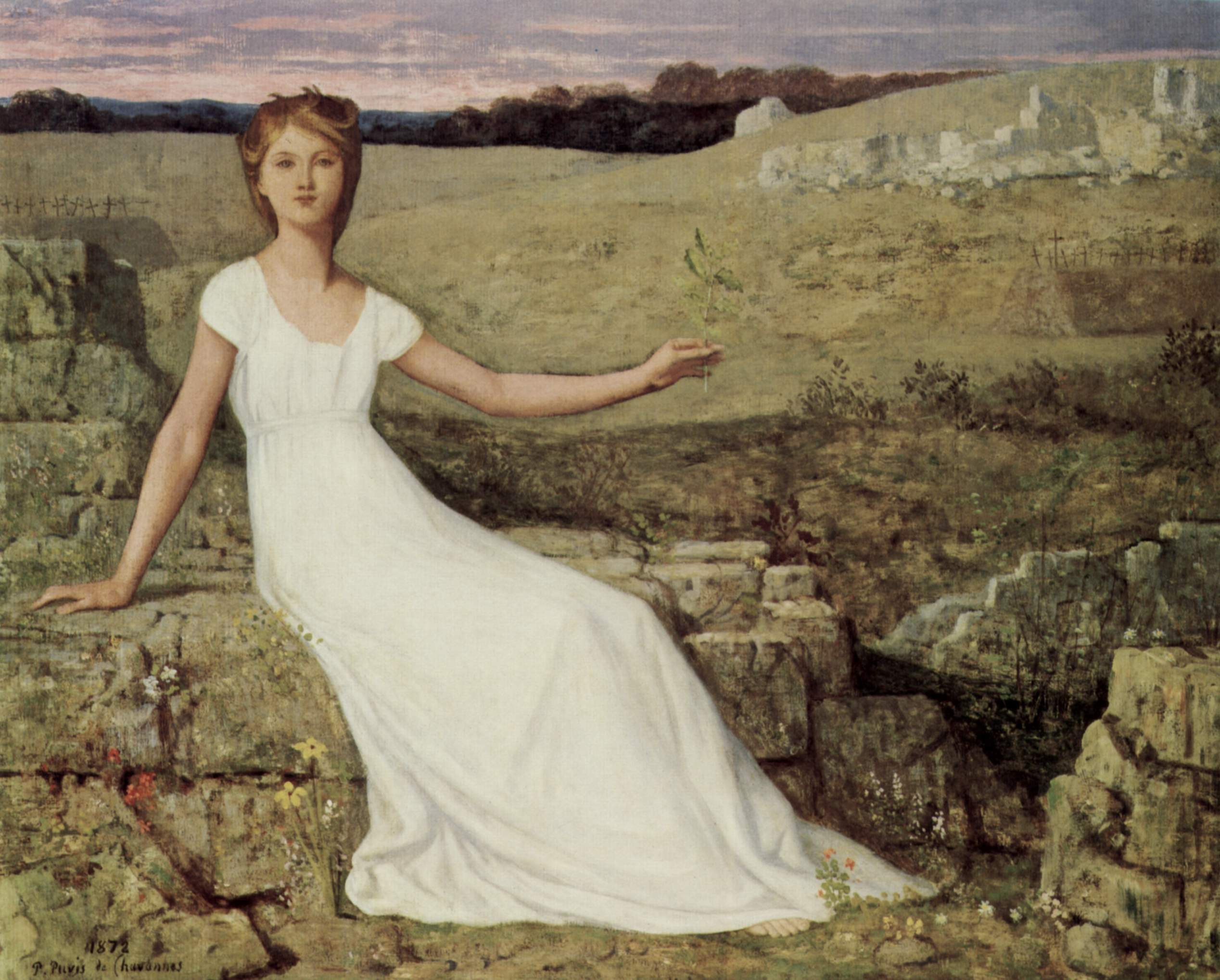
L'esperança, de Puvis de Chavannes.

Entre 1901 i 1905, la maternitat és un tema freqüent en l'obra de l'artista. Hi subsisteixen les influències del pintor i teòric francès Maurice Denis, com també del pintor Puvis de Chavannes, els quals tenen una gran difusió en les revistes de la Barcelona de final del segle xix i principi del XX. Les maternitats picassianes d'aleshores palesen, com la resta de figures de l'època blava, la feixuga càrrega personal, social i psicològica dels personatges.
La carnació de les figures de Desemparats s'humanitza de nou. L'execució tècnica evidencia un gran virtuosisme, sobretot perquè aconsegueix una lluminositat excel·lent gràcies a l'aplicació de tocs de pastel blanc. Aquesta vivacitat de la carn contrasta amb la inexpressió dels rostres, dels quals sobresurt la mirada colpidora que ens dirigeixen els ulls negres i arrodonits carregats de la indiferència i la resignació que envaeix el món de la marginació.
Amb la mà, una mà desproporcionadament allargada, fruit de l'amanerament del Greco, present en algunes de les seves figures, la mare resguarda el fill per protegir-lo de la duresa del fred de l'hivern. Del nen, el museu conserva un dibuix a ploma

## Curiositats
Al revers de Desemparats hi ha un esbós de paisatge, no signat ni datat, fet al carbonet